# Silbervogel
Сребърна птица (на немски: Silbervogel) е проект на височинен суборбитален бомбардировач-космолет, разработен от австрийския учен д-р Ойген Зенгер в нацистка Германия по времето на Втората световна война. Първи детайлен проект на хиперзвуков самолет и на авиационно-космическа система (ACS). Други имена на проекта: Amerika Bomber, Orbital-Bomber, Antipodal-Bomber, Atmosphere Skipper, Ural-Bomber.

## Предназначение
Основното предназначение на този апарат е бомбардировки на територията на САЩ и по-специално – на Ню Йорк, както и на далечни промишлени райони в СССР, (Урал и Сибир).
По проект Сребърната птица трябва да носи до 30 тона бомби. Теглото на бомбения товар зависи от разстоянието до целта (при разстояние от 6500 km до Ню Йорк, разчетът е 6 тона бомби).
През 1941 г., заедно с всички останали амбициозни проекти, непредполагащи незабавна възвръщаемост, проектът е временно замразен.
Към края на Втората световна война (1944 г.) проектът е възобновен, придобивайки статус на „оръжие на възмездието“. Въпреки това, при тогавашната ситуация, неговата практическа нереализуемост е очевидна дори за немското командване и работата по проекта стига не по-далеч от предварителните чертежи.
Според следвоенни изчисления, апаратът на Зенгер не може да функционира така, както си представя изобретателят и би се разрушил още при първото си навлизане в атмосферата.

## Технически характеристики
Дължината на бомбардировача е 28 m, размахът на крилете – около 15 m, теглото на празния самолет – 10 тона, а теглото на горивото – 84 тона. Пълната стартова маса на апарата възлиза на около 100 тона. Двигателите на бомбардировача, разработен самостоятелно от Зенгер без помощта на групата на Дорнбергер, трябва да имат тяга до 100 тона.
Самолетът е предвиден да излита върху стартова количка (задвижвана от собствени ракетни двигатели) от катапултна установка с дължина до 3 километра. 10 секунди след старта на количката, скоростта на бомбардировача достига около 500 m/s, след което се активират пироболтове, самолетът се отделя от количката и набирайки височина, 36 секунди след старта, на разстояние от около 12 km от мястото на излитане, включва собствения си ракетен двигател. Работата на двигателя трябва да продължи 336 секунди – до изразходване на запасите от гориво.
Според изчисленията на д-р Зенгер, теоретичната максимална височина на полета е 260 km, а скоростта на апарата – 6400 m/s. Фактически самолетът излита в безвъздушното пространство на космоса, а за кратко време пилотът става космонавт.
Съществуват няколко варианта на режима на полет на космическия бомбардировач.

### Първи вариант на режима на полет
Според първия вариант, бомбардировачът стартира от Германия, навлиза в космоса и спускайки се след това по низходяща балистична траектория, достига точката на бомбомятане, след което, прелитайки над тази точка, се озовава на противоположно на Германия място на Земята. Тази „противоположна“ точка се падала в района на Нова Зеландия или Австралия, контролиран от съюзниците. В такъв случай ракетопланът неизбежно ще бъде загубен, заедно с пилота. При такъв вариант бомбомятането трябва да се извърши от много голяма височина, което би било неефективно спрямо точността и попаденията в целта. По това време няма компактни и ефективни системи за насочване на снаряди. Първите опити в тази насока започват едва при Фау-1/2, но точността на техните системи позволява единствено „попадение в Лондон“.

### Втори вариант на режима на полет
Според друг вариант, достигайки точката на бомбомятане, бомбардировачът изпълнява задачата си, след което завива на 180° и се връща към мястото на старта. След излитане, ракетопланът трябва да достигне скорост от 6370 m/s и височина от 91 km. В този режим на полета по балистична траектория, на разстояние от около 5500 km от точката на старта, скоростта на ракетоплана би спаднала до 6000 m/s, а височината на полета би намаляла до 50 km. След още 950 km се извършвало бомбомятането, след което за 330 секунди с радиус от 500 km самолетът завивал на 380° и се отправял към мястото на старта. Скоростта при завиването трябва да бъде 3700 m/s, а височината – 38 km. На разстояние 100 km от мястото на кацане в Германия, скоростта на самолета е разчетена на около 300 m/s, а височината – 20 km. Последващото планиране и кацане се предвиждало като това, на обикновен самолет – със скорост само от 140 km/h.

### Трети вариант на режима на полет
Зенгер предполага използването на режима на „вълнообразно планиране“, напомнящо движението на камък, отскочил от водата при хвърляне, правейки „жабки“. При планиране от космоса, ракетопланът трябва да рикошира няколко пъти в плътните слоеве на атмосферата, удължавайки по този начин значително далечината на възможния полет.
За навлизането в такъв режим на полета е нужно самолетът да развие максимална скорост от 7000 m/s до височина от 280 km и на разстояние 3500 километра от точката на старта да направи първото снижаване и „отскок от атмосферата“ на височина 40 km на 6750 километра от мястото на излитане. Девето планиране и „отскокът“ са на разстояние от 27 500 километра от мястото на старта. 3 часа и 40 минути след излитането, правейки пълна обиколка на Земята, ракетопланът трябва да се приземи на летище в Германия, долитайки от посока, противоположна на тази при стартиране. Точката на бомбомятане се изчислява така, че да съвпадне с едно от снижаванията на апарата към повърхността на Земята.
Разглеждани са и други режими на полет, включително и с кацане на бомбардировача на територията на приятелски за Германия страни или бомбомятане, включващо загубата на самолета и катапултиране на пилота, както и попадането му в плен. Най-висока точност на бомбомятане е можело да бъде постигната в режим на пикиране на бомбардировача към целта с последващо катапултиране на пилота.

## Наследници на проекта
Редица източници твърдят, че Сталин проявява интерес към този проект. Налични са сведения, че той възлага на сина си Василий и на учения Григорий Токаев отвличането на Зенгер и прехвърлянето му в Съветския съюз. Тези планове са неуспешни, а по-късно са отменени. След войната Зенгер живее и работи във Франция, Англия, Швейцария и ФРГ.
След проучването на немските чертежи на проекта Сребърна птица, през 1965 г. в СССР под ръководството Глеб Лозино-Лозинский започва разработка на подобен, но двустепенен многоцелеви суборбитален бомбардировач за доставка на екипажи и товари в орбита по проекта „Спирала“. Този проект остава нереализиран.
През 1960-те години на XX век САЩ разработва първата си подобна и също нереализирана военна космическа система X-20, но с вертикално стартиране с помощта на обикновена ракета-носител. Разработен е експериментален хиперзвуков самолет X-15, стартиращ от самолет-носител. Проектите на едностепенни AKC космолети (X-30-NASP и др.) не са реализирани.
През периода 1990 и 2000 г. в Германия съществува проект (отменен на етап на практическа реализация) на двустепенна AKC Зенгер-2 с хоризонтални старт и кацане. По същото време във Великобритания е разработван също нереализиран проект на хоризонтално стартираща едностепенна AKC HOTOL, в един от вариантите на която се предвижда старт посредством катапулт, подобен на този, при Сребърна птица.